# Brima George
Brima George (zm. 20 lutego 2013) – sierraleoński piłkarz grający na pozycji napastnika. W swojej karierze rozegrał 2 mecze i strzelił 1 gola w reprezentacji Sierra Leone.

## Kariera klubowa
W swojej karierze piłkarskiej George grał w klubie Diamond Stars. Zmarł 20 lutego 2013 w biedzie. Cierpiał na chorobę psychiczną.

## Kariera reprezentacyjna
W reprezentacji Sierra Leone George zadebiutował 1 września 1990 w zremisowanym 1:1 meczu kwalifikacji do Pucharu Narodów Afryki 1992 z Kamerunem, rozegranym we Freetown. W debiucie strzelił gola. W 1994 roku został powołany Puchar Narodów Afryki 1994. Na tym turnieju wystąpił w zremisowanym 0:0 grupowym spotkaniu z Zambią. Od 1990 do 1994 roku rozegrał w kadrze narodowej 2 mecze i strzelił 1 gola.